# Runenstein von Istaby

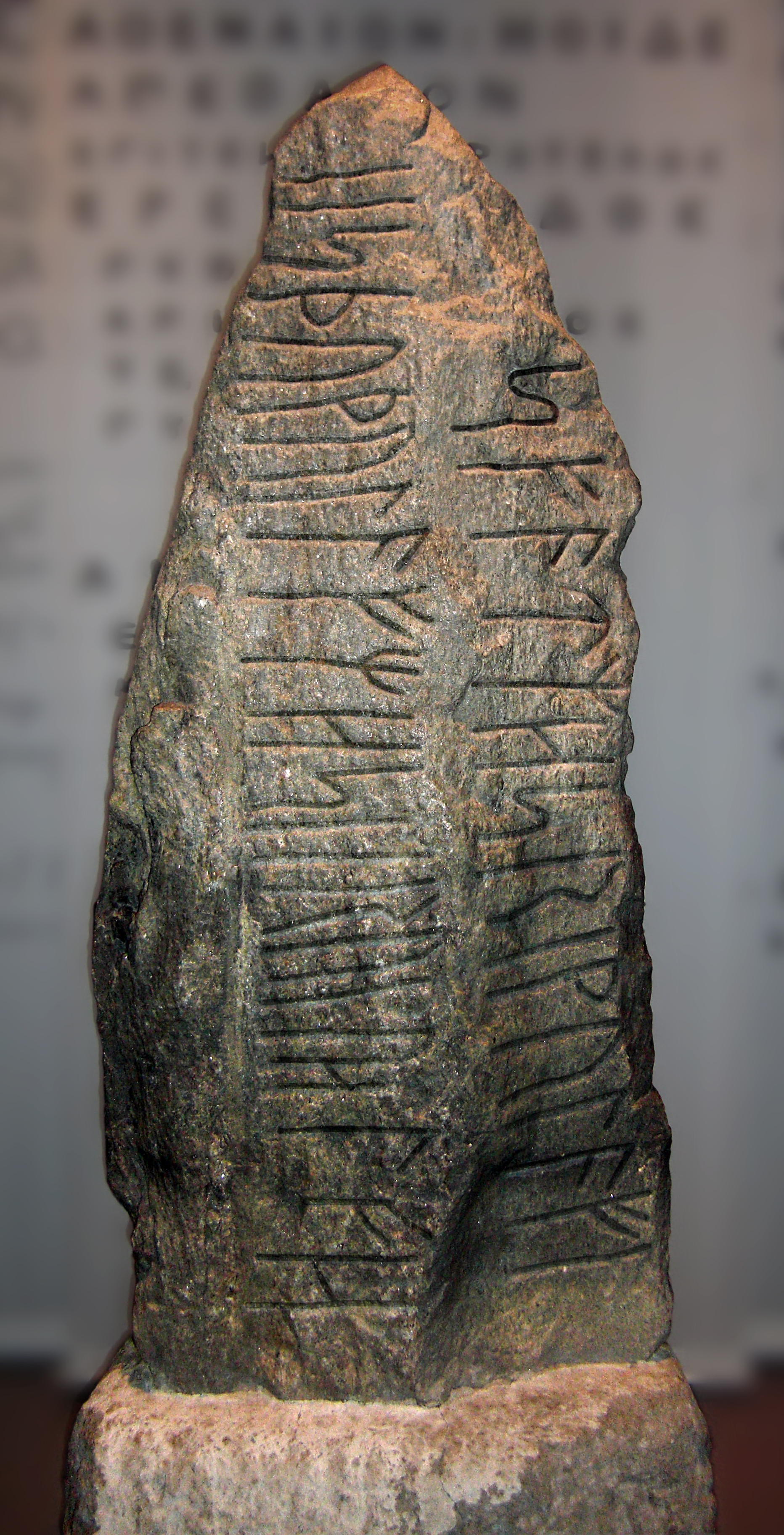
Runenstein von Istaby, Seite A

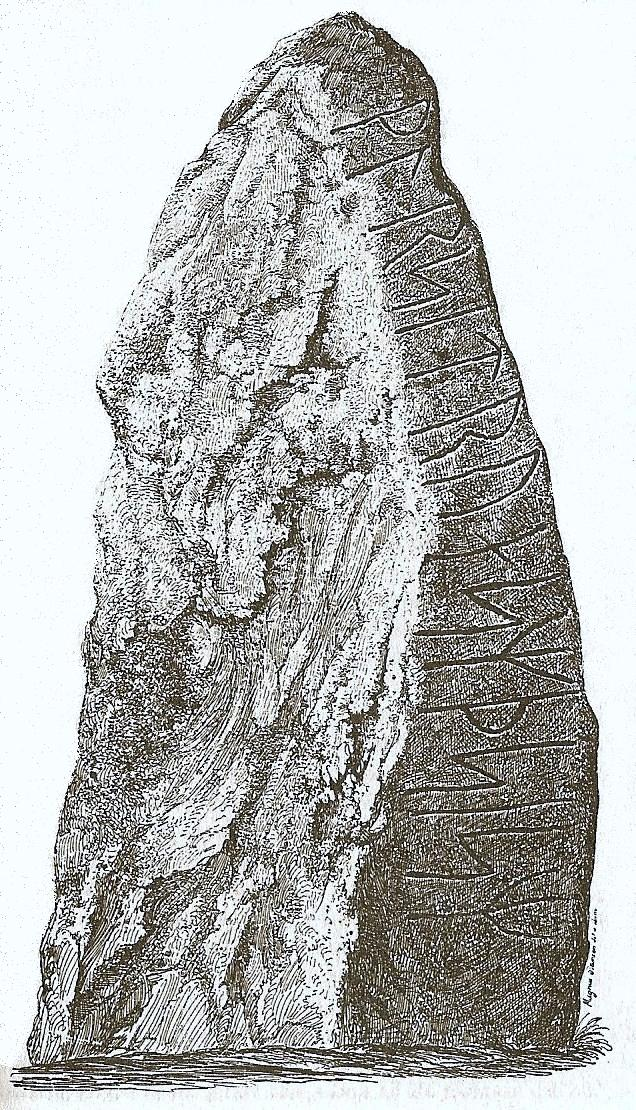
Runenstein Istaby, Seite B

Der Runenstein von Istaby (DR 359; KJ 98) ist einer der vier Blekinger Runensteine mit einer Inschrift im älteren Futhark, die in Istaby in Blekinge in Schweden während der Vendelzeit (550–800 n. Chr.) aufgestellt worden sind. Der Runenstein von Istaby wurde 1748 bei der namengebenden Ortschaft bei Sölvesborg erstmals beurkundet (ursprünglicher Standort). Der 1,8 m hohe Stein aus Granit ist auf zwei Seiten beschrieben und befindet sich heute in der Ausstellung des Staatlichen historischen Museums in Stockholm.

## Beschreibung
Der Istaby-Stein wird ins 7. Jahrhundert datiert. Er gehört zu den bedeutenden (idealtypischen) Runeninschriften der Übergangszeit von der älteren 24-typigen gemeingermanischen Runenreihe hin zur 16-typigen Reihe der Wikingerzeit. Eine Sonderheit in den Runen zeigt Istaby gegenüber den Inschriften von Gummarp, Stentoften und Björketorp darin, dass das orale, nicht-nasalierte /a/ mit ᛋ und nicht mit ᛡ vom Runenmeister geritzt wurde.
(A) (I) AfatzhAriwulafa (II) hAþuwulafzhAeruwuIaflz
(B) warAitrunAzþAiAz
- Transliteration:

Afatz hAriwulafa hAþuwulafz hAeruwulafiz warAit runAz þAiAz
- Übertragung:

„Haþuwulafz [PN Kampf-Wolf], Sohn des Hjǫruwulafz [PN Schwert-Wolf], ritzte diese Runen in Erinnerung an Haeriwulafz [PN Heer-Wolf]“
Mit den Steinen von Stentoften und Gummarp ist der Istaby-Stein ein Zeugnis für die Setzung von Gedenksteinen einer regionalen Häuptlingsfamilie (Hövdingadöme). Die prägnanten zweigliedrigen Vornamen variieren im ersten Glied mit Bezügen zum Kampf- und Kriegswesen und zeigen im zweiten Glied einen lykophoren Bezug, das heißt die Bildung mit dem Gattungsnamen des Wolfs. Erst- oder Zweitgliedvariationen innerhalb eines Geschlechts bzw. einer Sippe stellen in der Germania ein Stilmittel aristokratischer Namensgebung dar. Von den Blekinger Runensteinen kann der Istabystein aus stilistischen Gründen als der älteste angesehen werden.